# اچ‌ام‌اس اکتیو (۱۷۵۸)
اچ‌ام‌اس اکتیو (۱۷۵۸) (به انگلیسی: HMS Active (1758)) یک کشتی بود که طول آن ۱۱۸ فوت ۴ اینچ (۳۶٫۱ متر) بود. این کشتی در سال ۱۷۵۸ ساخته شد.